# Bielerhöhe
Bielerhöhe – przełęcz położona na wysokości 2037 m n.p.m. we wschodniej Austrii. Łączy ona miejscowość Partenen w kraju związkowym Vorarlberg na zachodzie z Galtür w kraju związkowym Tyrol na wschodzie. Stanowi także dział wód między rzeką Ill, będącą dopływem Renu, a rzekami Vermunt i Trisanna, będącymi dopływami Dunaju. Od północy przełęcz sąsiaduje ze szczytem Bieler Spitze, a od południa z Hohes Rad.
Przełęcz łączy także dolinę Montafon w Vorarlbergu z doliną Paznaun w Tyrolu. Na przełęczy znajdują się restauracje oraz hotele. Przełęcz jest także ośrodkiem narciarskim. W okresie od listopada do kwietnia jest zamykana dla normalnego ruchu. Narciarze mogą się jednak na nią dostać minibusem. 
Niedaleko Bielerhöhe znajduje się także Piz Buin (3312 m) – najwyższy szczyt Vorarlbergu. Nieco poniżej przełęczy znajduje się sztuczny zbiornik Silvretta.